# Frank Rühle
Frank Rühle (Dohna, 5 de marzo de 1944) es un deportista de la RDA que compitió en remo.
Participó en dos Juegos Olímpicos de Verano en los años 1968 y 1972, obteniendo dos medallas, oro en México 1968 y oro en Múnich 1972. Ganó dos medallas de oro en el Campeonato Mundial de Remo, en los años 1966 y 1970, y dos medallas de oro en el Campeonato Europeo de Remo, en los años 1967 y 1971.

## Palmarés internacional
| Juegos Olímpicos   | Juegos Olímpicos          | Juegos Olímpicos | Juegos Olímpicos   |
| Año                | Lugar                     | Medalla          | Prueba             |
| ------------------ | ------------------------- | ---------------- | ------------------ |
| 1968               | Ciudad de México (México) | Medalla de oro   | Cuatro sin timonel |
| 1972               | Múnich (RFA)              | Medalla de oro   | Cuatro sin timonel |
| Campeonato Mundial |                           |                  |                    |
| Año                | Lugar                     | Medalla          | Prueba             |
| 1966               | Bled (Yugoslavia)         | Medalla de oro   | Cuatro sin timonel |
| 1970               | St. Catharines (Canadá)   | Medalla de oro   | Cuatro sin timonel |
| Campeonato Europeo |                           |                  |                    |
| Año                | Lugar                     | Medalla          | Prueba             |
| 1967               | Vichy (Francia)           | Medalla de oro   | Cuatro sin timonel |
| 1971               | Copenhague (Dinamarca)    | Medalla de oro   | Cuatro sin timonel |